# Monohedotrochus circularis
Espèce
Statut CITES
Monohedotrochus circularis est une espèce de coraux appartenant à la famille des Caryophylliidae.